# Lethrus raymondi
Lethrus raymondi es una especie de coleóptero de la familia Geotrupidae.

## Distribución geográfica
Habita en Europa y Asia.